# Flagey-lès-Auxonne
Flagey-lès-Auxonne – miejscowość i gmina we Francji, w regionie Burgundia-Franche-Comté, w departamencie Côte-d’Or.
Według danych na rok 1990 gminę zamieszkiwało 148 osób, a gęstość zaludnienia wynosiła 19 osób/km² (wśród 2044 gmin Burgundii Flagey-lès-Auxonne plasuje się na 763. miejscu pod względem liczby ludności, natomiast pod względem powierzchni na miejscu 1058.).